# شيمارو إنترتينمنت
شيمارو إنترتينمنت (بالإنجليزية: Shemaroo Entertainment Ltd.)‏ هي شركة هندية لإنشاء وتجميع وتوزيع المحتوى، وخاصة في صناعة الإعلام والترفيه. تم تأسيسها على يد بوديشاند مارو في عام 1962 كمكتبة لتداول الكتب تحت اسم شيمارو. أسست أول شركة لتأجير الفيديو في الهند في عام 1979. أصبحت الشركة وطنية بعد أن بدأت توزيع المحتوى في عام 1987، وأصبحت مجمعة واشترت حقوق الأفلام لمقاطع الفيديو المنزلية.

## تاريخ

### السنوات المبكرة
تأسست شركة شيمارو إنترتينمنت في 29 أكتوبر 1962 كمكتبة لتداول الكتب من قبل الإخوة مارو (بوذاشاند وأتول ورامان) بالتعاون مع جانجاجيبهاي شيثياس. اسم الشركة هو اختصار لأسماء المؤسسين. تقع المكتبة في شارع واردن في جنوب مومباي. تم افتتاح ثلاثة فروع بعد فترة وجيزة.
في عام 1979، قاموا بالتوسع ليشملوا أشرطة نظام الفيديو المنزلي (في إتش إس) في مجموعتهم من خلال الشراكة مع عائلات الأعمال التي لديها مجموعاتهم الشخصية من الأفلام.
في عام 1987، دخلت الشركة في توزيع المحتوى عبر تنسيق في إتش إس، والذي تم تسميته شركة شيمارو فيديو الخاصة المحدودة. كما اشترت حقوقًا للعديد من الأفلام للفيديو المنزلي وكانت واحدة من العلامات التجارية الأولى المشاركة في توزيع حقوق الفيديو في الهند.
بدأت شركة شيمارو في شراء حقوق الكابل والتلفزيون المدفوع في تسعينيات القرن العشرين. في عام 1995، اشترت الشركة حصة أسهم في قناة سوني التلفزيونية الهندية أثناء التفاوض على صفقة لشراء أفلام شركة كولومبيا تريستار التابعة لشركة سوني.

### من عام 2000 حتى الوقت الحاضر
غامر شيمارو في إنتاج الأفلام بأفلام مثل كوش ميثه هو جاي وأومكارا و إشقيا وديد إشقيا وهانتررر. وتبع ذلك العديد من الأحداث الأخرى في السنوات اللاحقة.
دخلت الشركة مجال أفلام الرسوم المتحركة الرقمية من خلال بال غانيش وغاتوثكاش كأول أفلامها وأصبحت الشركة الوحيدة التي تصدر فيلمًا كل عام بعد ذلك.
في عام 2012، أكملت شركة شيمارو 50 عامًا من العمليات. في عام 2018، كشفت الشركة عن شعار جديد وشعار "إنديا خوش هوا".

## شيمارو مي

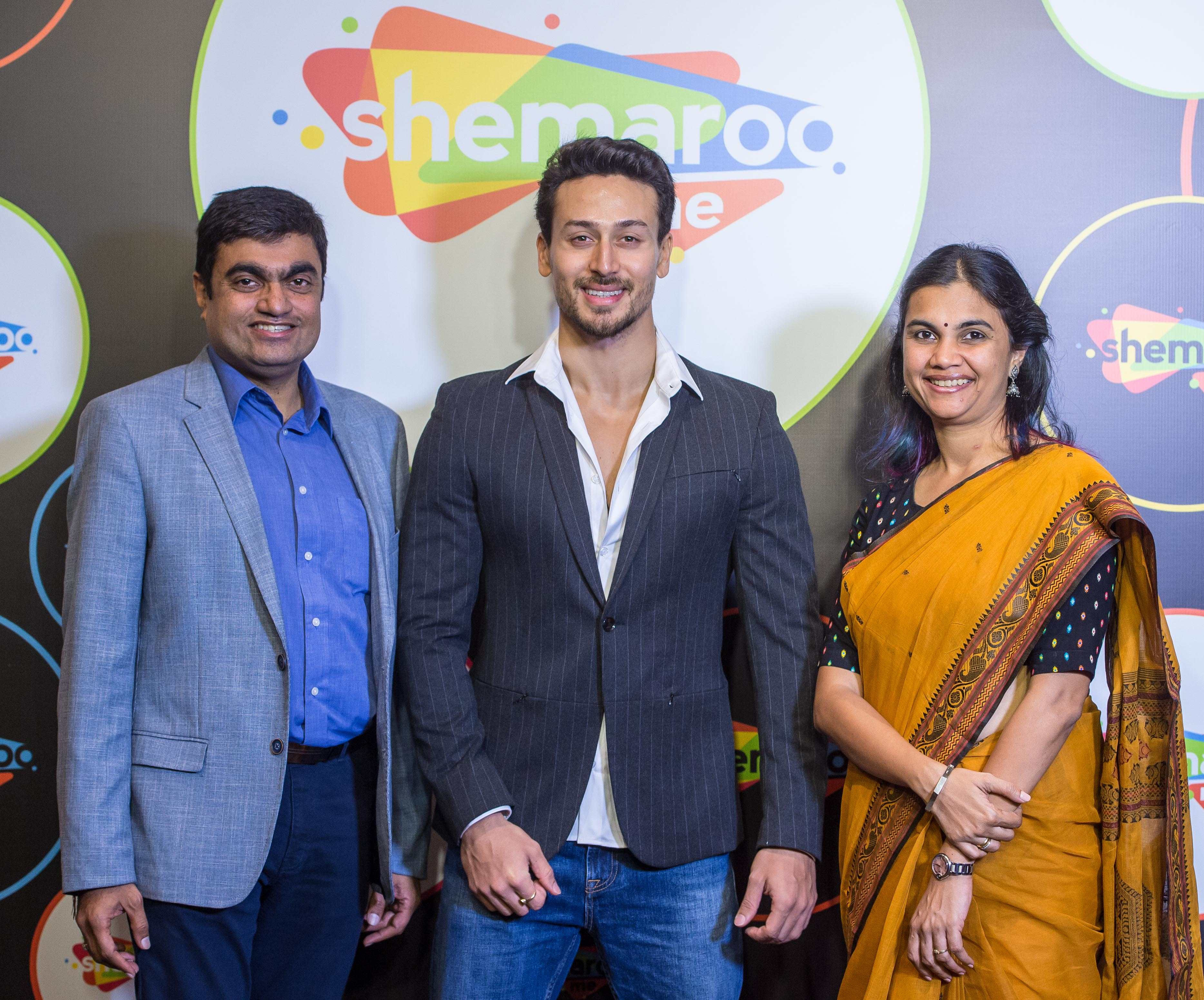
كان الممثل بوليوود تايجر شروف حاضرا في حفل إطلاق تطبيق شيمارو مي في مومباي.

في فبراير 2019، أطلقت شركة شيمارو إنترتينمنت تطبيق خدمة الفيديو حسب الطلب الخاص بها والذي يسمى شيمارو مي، والذي يتوفر لنظامي التشغيل أندرويد وآي أو إس. وهو متاح أيضًا على الويب للمشاهدين. كان الممثل بوليوود تايجر شروف حاضرًا في حفل إطلاق هذا التطبيق في مومباي.

## روابط خارجية
- الموقع الرسمي
- شيمارو مي